# Bruno Chérier
Bruno Joseph Chérier, né le 10 août 1817 à Valenciennes et mort le 24 octobre 1880 dans le 14e arrondissement de Paris, est un artiste peintre décorateur français.

## Biographie
Ami et modèle du sculpteur Jean-Baptiste Carpeaux, qui a étudié comme lui aux Académies de Valenciennes, Bruno Chérier se consacre à partir de la fin des années 1850 jusqu'à sa mort au décor religieux dans le nord de la France. Devenu en 1852 professeur aux écoles académiques de Tourcoing, il répond aux commandes les plus variées dans le domaine de l'art religieux, notamment sur les nombreux chantiers de Charles Leroy, architecte néogothique de la métropole lilloise.

## Réalisations
- Notre-Dame des Anges à Tourcoing (chemin de croix, vitraux, peintures ornementales)
- Église de Monchy-le-Preux détruite (vitraux et sculptures)
- Notre-Dame de Grâce de Loos (peinture de la nef)
- Église Saint-Sauveur de Lille (chemin de croix)
- Église d'Haussy (chemin de croix)
- Église Saint-Christophe de Tourcoing (autels)
- Église Saint-Martin d'Esquermes de Lille (peintures de l'autel de la Vierge)
- Église Notre-Dame-de-Fives de Lille (les quatre toiles du chœur)
- Église Saint-Jacques de Tourcoing (deux vitraux)